# پائولا ناونه
پائولا ناونه (به ایتالیایی: Paola Navone) در تورین، ایتالیا به دنیا آمد. او در تورین بزرگ شد و به تحصیل در مدرسه پلی‌تکنیک شهر ادامه داد و در سال ۱۹۷۳ میلادی فارغ‌التحصیل شد. زمانی که در آنجا بود در رشتهٔ معماری تحصیل کرد و پس از آن به میلان نقل مکان کرد تا زندگی خود را به عنوان یک طراح آغاز کند. از سال ۱۹۷۰ تا ۱۹۸۰، او با همکاری در کنار الساندرو مندینی، اتوره سوتساس پسر و آندره‌آ برانزی در گروهی به نام آلکیمیا، راه خود را باز کرد. او با بسیاری از هنرمندان و طراحان کار کرد تا با سبک‌های مختلف آشنا شود و تکنیک‌های مختلفی را در کار خود بکار گیرد.
پائولا ناونه در بسیاری از صنایع خلاق به عنوان معمار، طراح محصول، مشاور تجاری، طراح داخلی، طراح فروشگاه و رستوران، برگزارکننده نمایشگاه و رویداد، مدرس و معلم کار کرده‌است. او یک معتاد کار خودخوانده با مهارت‌ها و علایق فراوان است. مشتریان او مانند: دریاده، سواروفسکی، آبت لامیناتی، کازامیلانو، آلسی، نول اینترنشنال، کاپلینی، روشه بوبوا و آرمانی کازا و هابتات بوده‌اند.

ناونه همیشه نسبت به قراردادها بی‌اعتنایی داشته‌است، که این را در زمان خود با شورشیان «ضدطراحی» به رهبری مندینی و سوتساس ایجاد کرد. او می‌گوید:
«این دیوانگی بود، کاری که ما انجام دادیم. دیوانه‌وار کار می‌کنیم تا چیزهای کاملاً بی‌فایده تولید کنیم.»... «اما این یک کاتالیزور بود، انرژی زیادی تولید کرد و به تدریج، خیلی بعد، تفکر مبتکر ما جذب صنعت شد.»
او در سال ۱۹۸۳ میلادی برندهٔ جایزهٔ معتبر بین‌المللی طراحی اوزاکا برای آبت لامیناتی شد. او قرار بود فقط یک طرح را وارد کند، اما در عوض او ۵۰ طرح را وارد کرد زیرا نمی‌توانست فقط یکی را انتخاب کند. در آثار بعدی خود، او با کریت اند برل و آنتروپالاجی همکاری کرده‌است.